# Raleigh Cycle Company

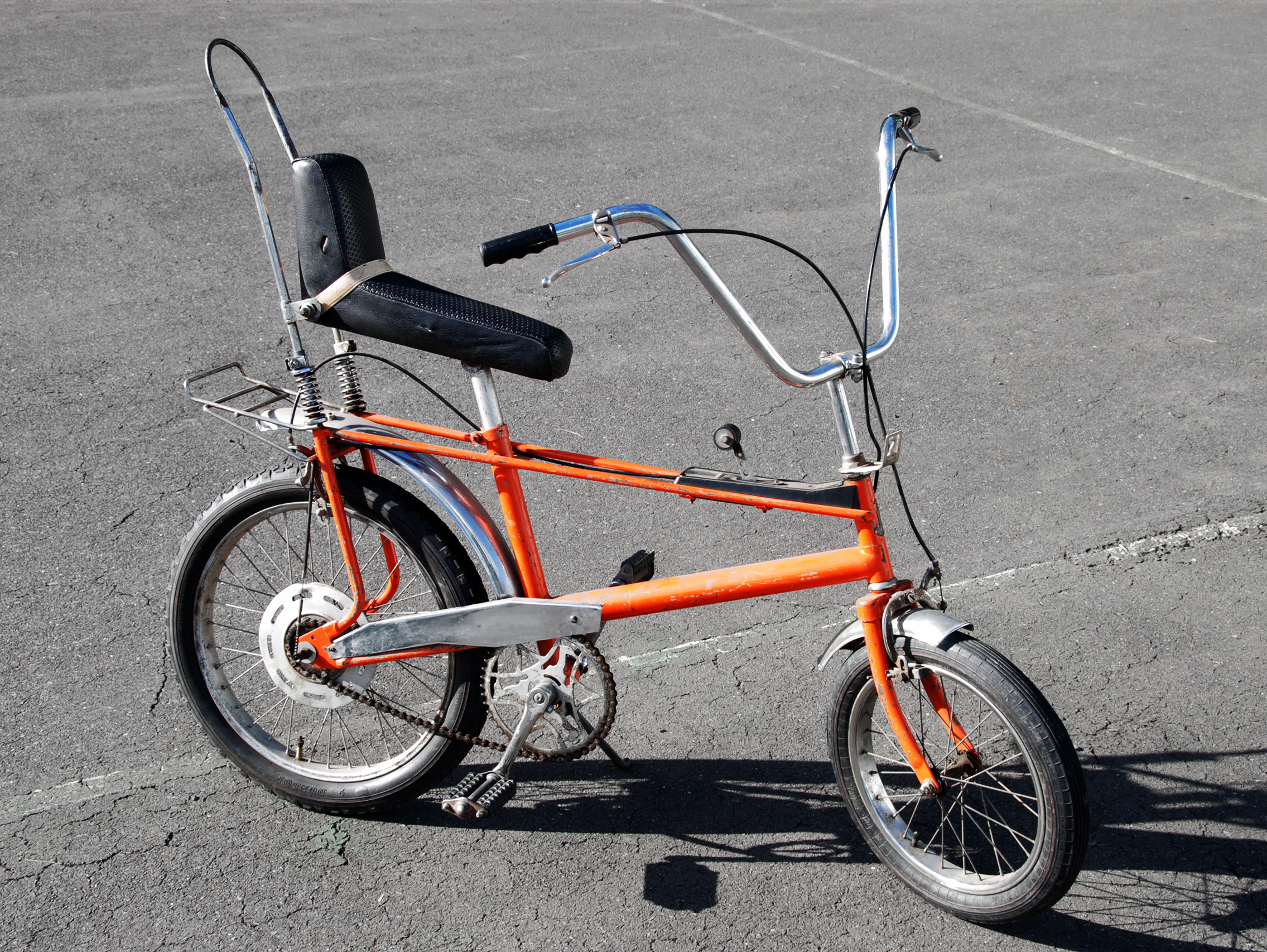
Raleigh Chopper

Raleigh Cycle Company [ˈrɔːli saɪkəl ˈkʌmpəni] ist der Name eines britischen Fahrzeugherstellers, der 1887 von Frank Bowden in Nottingham gegründet wurde und zunächst Fahrräder herstellte.

## Geschichte
Benannt wurde das Unternehmen Raleigh nach der Straße, in der es ansässig war, der Raleigh Street. Von 1930 bis 1934 produzierte das Unternehmen auch motorisierte Dreirad-Fahrzeuge und legte damit den Grundstein für die Etablierung dieser Fahrzeuggattung im Vereinigten Königreich.
In den 1970er Jahren wurde der von Tom Karen entworfene Raleigh Chopper zu einem durchschlagenden Erfolg und rettete das Unternehmen aus seiner ab den 1960er Jahren bestehenden Finanzkrise. Das Fahrrad wurde weltweit millionenfach verkauft, in der Bundesrepublik war der Typ als „Bonanzarad“ bekannt.
1974 wurde das Tochterunternehmen Raleigh Deutschland gegründet. 2001 wurde die Tochtergesellschaft von den Derby-Cycle-Werken aufgekauft. Die Endmontage der aus Fernost zugelieferten Komponenten findet heute im niedersächsischen Cloppenburg statt. Deshalb wirbt das Unternehmen mit dem Slogan „Best of Britain – Made in Germany“.
Im Oktober 2011 übernahm die niederländische Pon Holdings (siehe auch Ben Pon senior und Ben Pon junior) die Derby Cycle Holding.

## Geschichte der motorisierten Dreirad-Produktion bei Raleigh

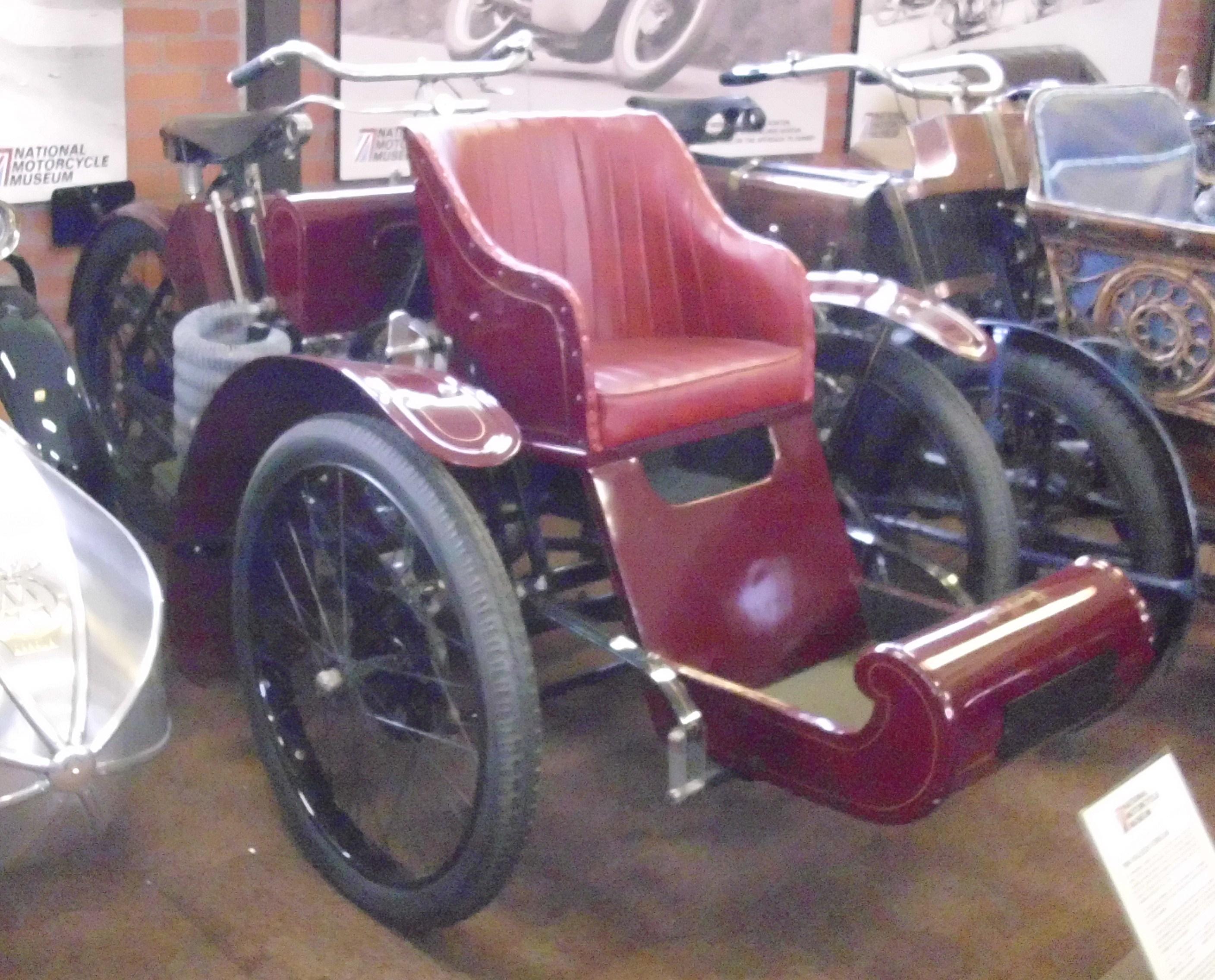
Raleigh Tricar (1904)

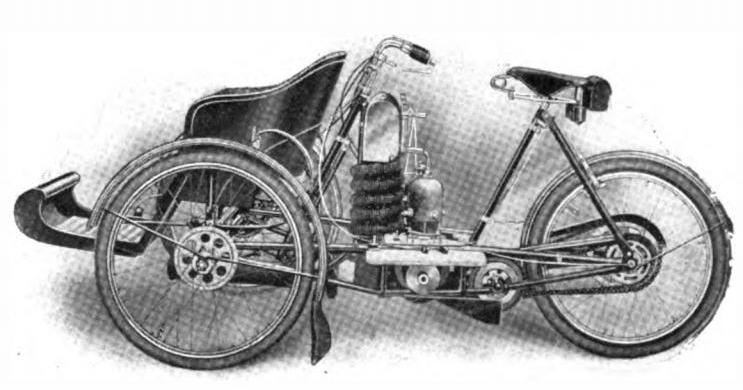
Raleighette 3.5 HP (1904)

Zu den Safety Bicycles genannten Fahrrädern kam ab 1899 die Produktion von riemengetriebenen Motorrädern. 1903 schuf man die Raleighette, ein Dreirad mit wassergekühltem 3.5 PS-Motor und Kettenantrieb, bei dem der Fahrer über dem hinten liegenden Antriebsrad saß und der Passagier vor ihm in einem Korbsitz zwischen den beiden Vorderrädern Platz nahm. Wegen finanzieller Verluste gab man dieses Konzept aber bereits 1908 wieder auf und fertigte nur noch Fahrräder und Motorräder.
Der „Motor Taxation Act“ von 1921 verschaffte Dreiradfahrzeugen eine Sonderstellung im Steuerrecht des Vereinigten Königreichs. Nachdem Raleigh zunächst Teile für das Ivy Karryall-Dreirad geliefert hatte, erwarb das Unternehmen 1930 die Rechte an dem Fahrzeug und nannte seine Version Light Delivery Van, im Prinzip ein Motorrad mit Kabine für Fahrer und Ladung, der Antrieb erfolgte über eine Kette. 1933 wurde eine zweisitzige Variante eingeführt.
Im selben Jahr entstand auch das Dreirad-Automobil Safety Seven, ein offener Viersitzer mit einer Aluminium-Karosserie auf einem Eschenholz-Rahmen. Der ca. 17 PS (12,5 kW) starke, 742 cm³ große Zweizylinder-Motor leitete die Kraft über eine Antriebswelle auf die Hinterräder und beschleunigte das Vehikel auf über 80 km/h. Wegen seines geringen Verbrauchs war der Safety Seven beliebt, und eine geschlossene Variante war ebenfalls vorgesehen.
Allerdings entschloss sich Raleigh 1934 dazu, die Produktion von motorisierten Fahrzeugen einzustellen und sich nur noch auf Fahrräder zu konzentrieren. Der Chef-Konstrukteur T. L. Williams übernahm die Werkzeuge sowie die verbliebenen Teile und begann seine eigene Produktion von Dreirad-Fahrzeugen unter dem Namen Reliant.

## Fahrradtechnik
Raleigh fertigte seine Räder fast ausschließlich aus Reynolds Rohr unterschiedlicher Güte. Das Unternehmen produzierte Alltagsräder, Mountainbikes und hochwertige Rennräder. Die Ausfallenden für Rennradrahmen bezog das Unternehmen von Gipiemme und Campagnolo.

## Radsport
Die Raleigh Cycle Company stand lange Zeit in direkter Verbindung zum professionellen Radsport. Besonders das Team TI-Raleigh ist an dieser Stelle hervorzuheben. 1980 konnte Joop Zoetemelk die Tour de France auf einem Raleigh-Rennrad gewinnen. Mitte der 1980er Jahre wurde das Raleigh-Team zusätzlich von Panasonic gesponsert. Außerdem stattete das Unternehmen Ende der 1980er Jahre die französische Mannschaft Système U aus.
Während der 1980er Jahre unterstützte Raleigh verschiedene britische Radsportteams, darunter Raleigh Banana und Raleigh Weinmann. Die bekanntesten Raleigh-Fahrer waren Paul Sherwin, Malcolm Elliott, Mark Bell, Paul Watson, Jon Clay und Jeff Williams.
Anfang der 1990er Jahre rüstete Raleigh ein eigenes Mountainbike-Team aus.
2009 wurde die Gründung einer neuen britischen Radsportmannschaft mit dem Namen Team Raleigh angekündigt.

### Bilder

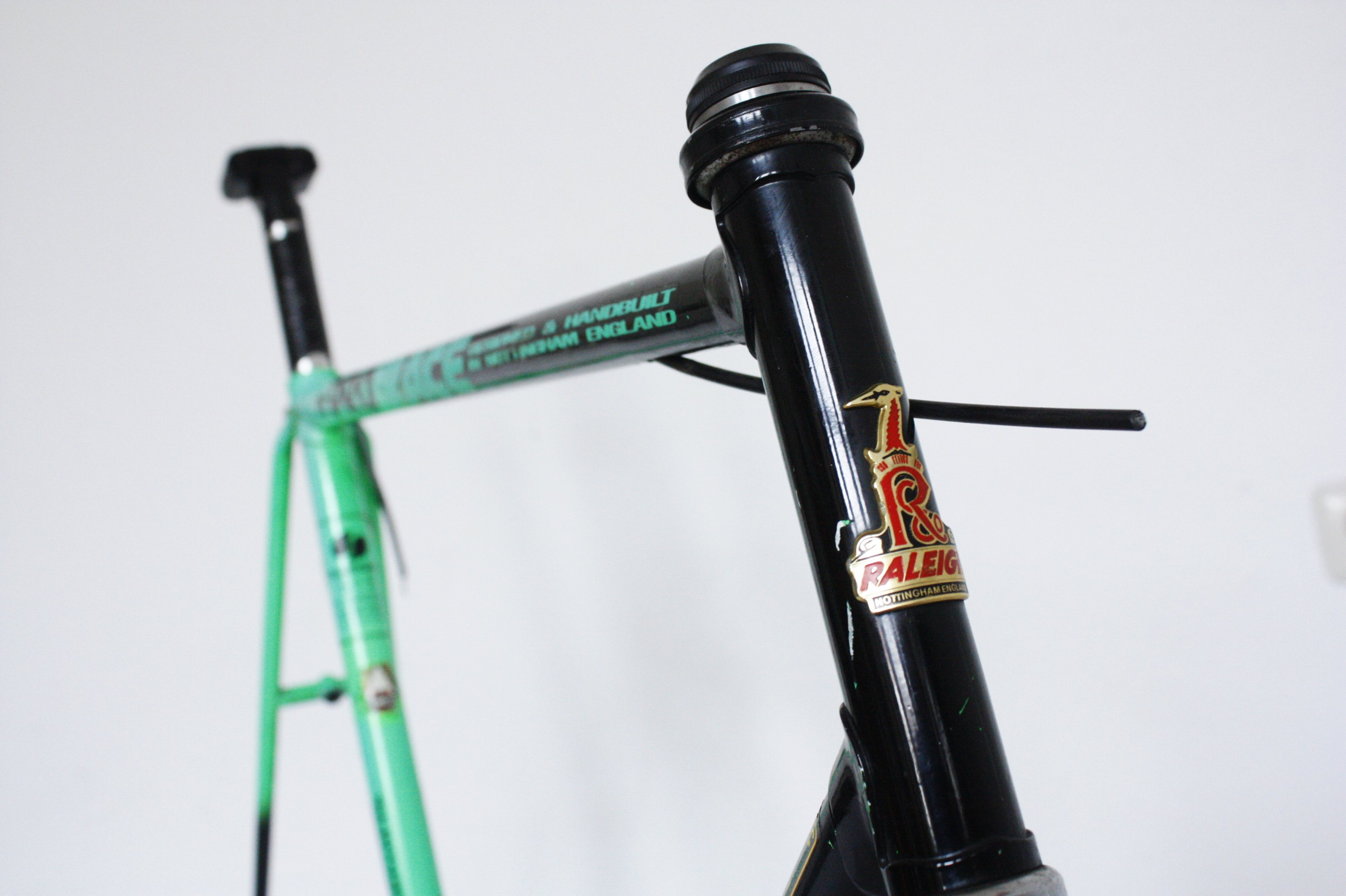
Raleigh Rennrad-Rahmenset aus Reynolds 501
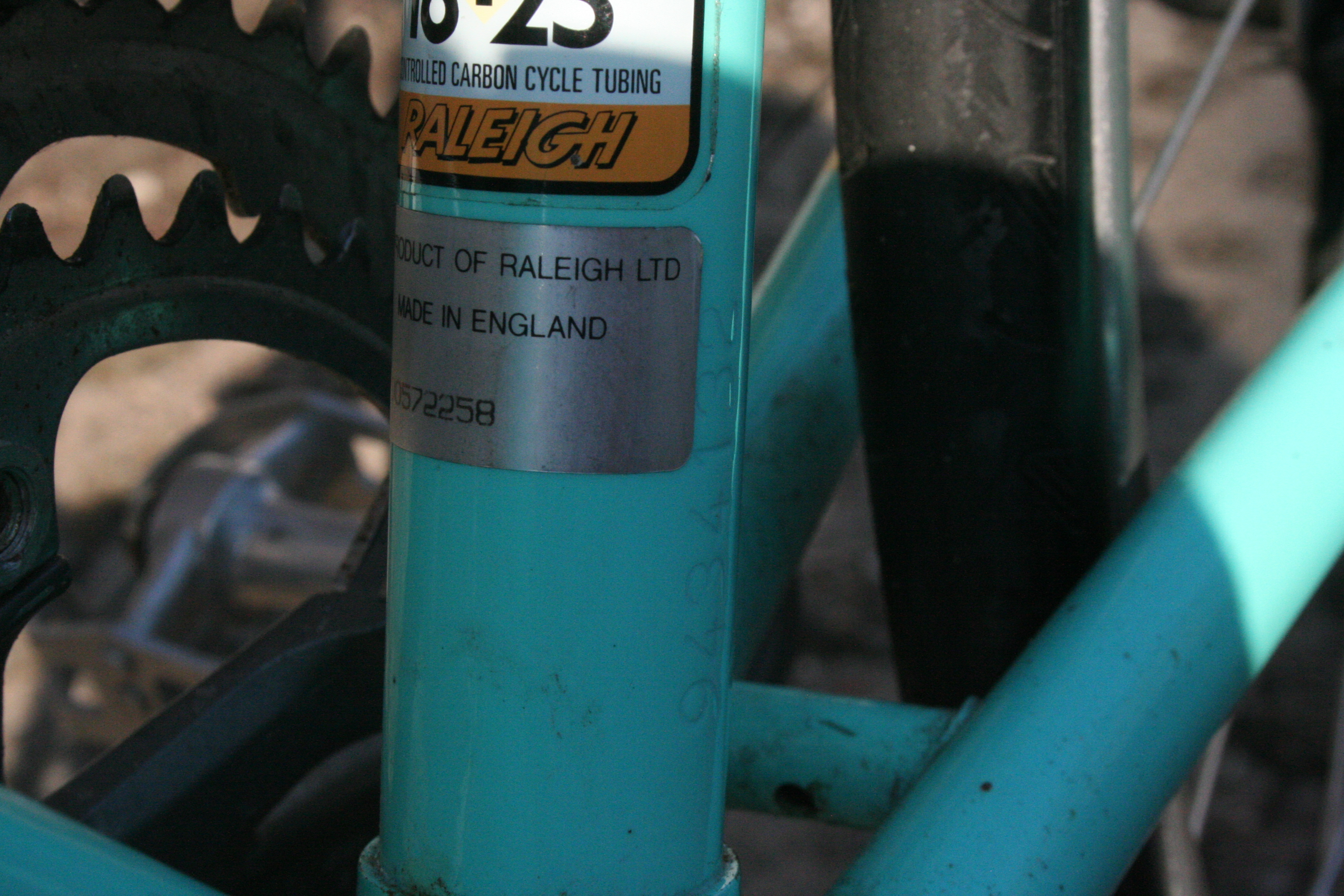
Raleigh Label an einem Rennrad der späten 1980er Jahre
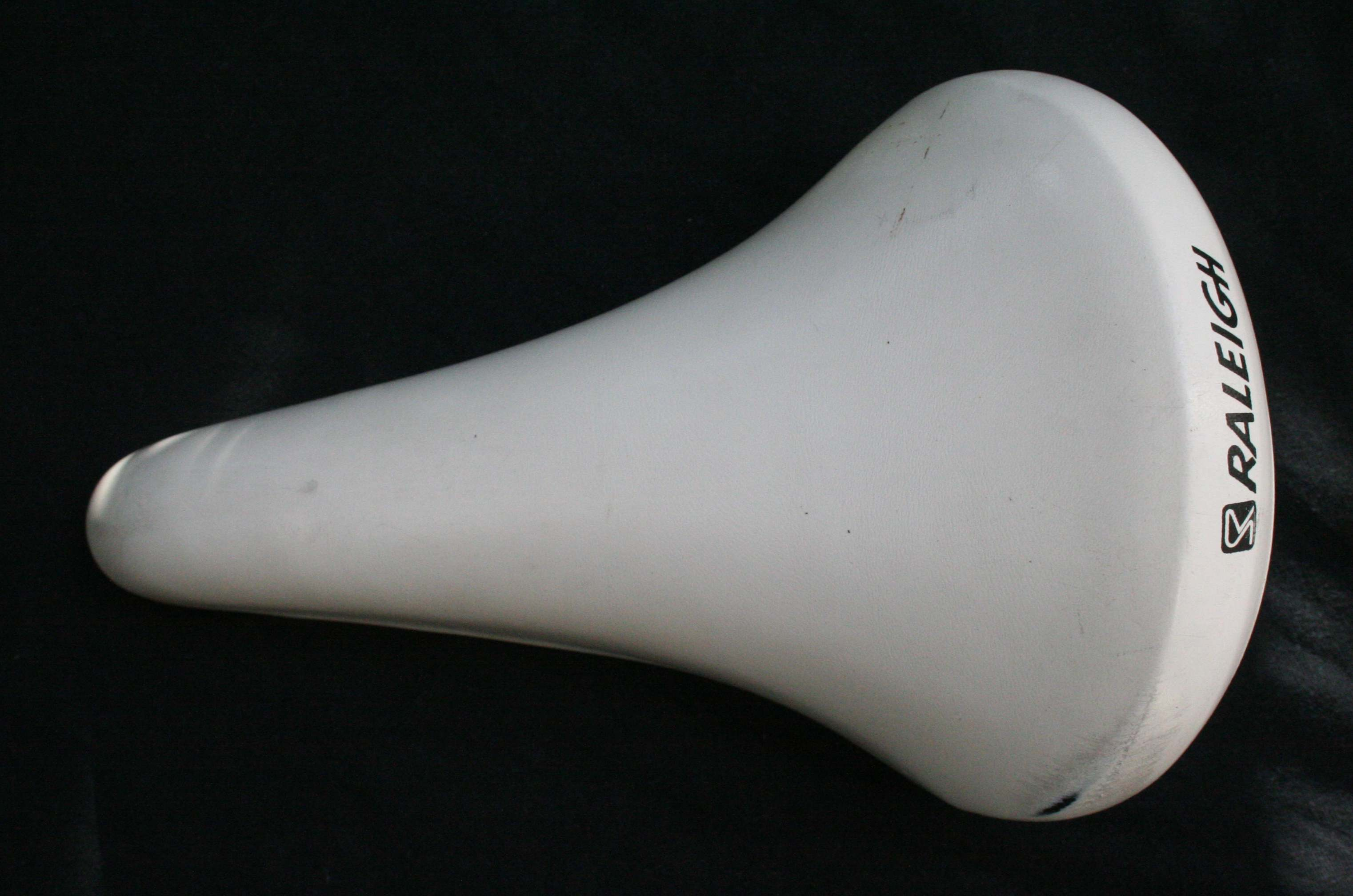
Raleigh Sattel in Turbo-Form
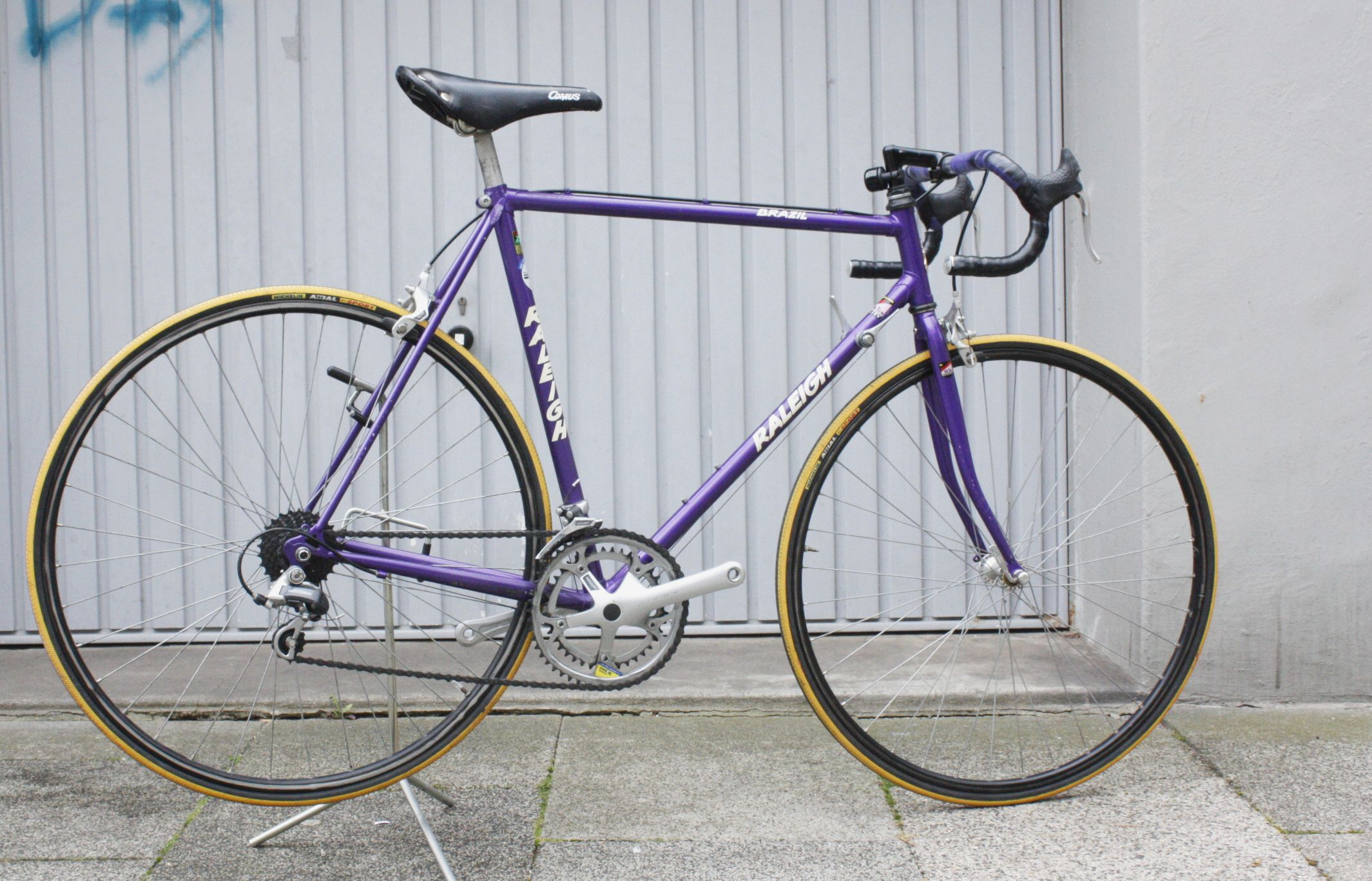
Raleigh Brazil Rennrad